# ميغان ماكين
ميغان مارغريت ماكين (بالإنجليزية: Meghan McCain) (مواليد 23 أكتوبر 1984) هي صحفية، ومؤلفة، وشخصية إذاعية، ومقدمة في قناة فوكس نيوز، ومدونة أميركية.
ميغان هي ابنة السناتور الاميركي جون ماكين وسيندي هينسلي ماكين. وتلقت اهتمام وسائل الإعلام في عام 2007 في مدونتها، والتي قامت بتوثيق الحياة في حملة أبيها الانتخابية وتكلمت عن الموضة والموسيقى والثقافة الشعبية. في عام 2009، أصبحت كاتبة مساهمة في صحيفة ذا ديلي بيست،  وفي عام 2011، بدأت تظهر كمساهمة في محطة إم إس إن بي سي. في عام 2013، بدأت بالتقديم على قناة بيفوت وفي عام 2014 شاركت في تقديم برنامج تيك بارت لايف على القناة حتى تم إلغاء البرنامج في وقت لاحق من العام.
في يوليو عام 2015، انضمت ماكين إلى شبكة بريميير، كمقدمة للبرنامج الإذاعي أميريكا ناو، والذي يعرض في أيام الأسبوع 3-6 مساء في أكثر من 100 فرع. البرنامج متاح فعلى آي هارت راديو وتطبيقات الجوال آي هارت ميديا سراح لخدمة عرض الموسيقى والبث الإذاعي الحي، وعلى AmericaNowRadio.com. كما وقعت ماكين مع فوكس نيوز كمساهمة إخبارية في صيف عام 2015، وأصبحت مضيفة مشاركة شبه منتظمة في برنامج آوتنمبرد.

## روابط خارجية
- ميغان ماكين على موقع IMDb (الإنجليزية)
- ميغان ماكين على موقع إن إن دي بي (الإنجليزية)
- ميغان ماكين على موقع قاعدة بيانات الفيلم (الإنجليزية)